# Edward Bennett
Edward Bennett, né le 28 novembre 1950 à Cambridge, est un réalisateur britannique.
Il est notamment connu pour son film Ascendancy qui lui a valu un Ours d'or au 33e festival du film de Berlin, et donc d'être membre du jury du 34e festival du film de Berlin.

## Filmographie sélective
- 1978 : The Life Story of Baal
- 1979 : Four Questions About Art
- 1982 : Ascendancy
- 1989 - 1996 : Hercule Poirot (Agatha Christie's Poirot) (série télévisée, 10 épisodes)
- 1993 : Bambino Mio (Mon enfant) (TV)
- 1995 : Paparazzo
- 2000 : Second Sight 2: Hide and Seek (TV)
- 2000 - 2005 : Monarch of the Glen (en) (série télévisée, 7 épisodes)
- 2001 - 2011 : Meurtres en sommeil (Waking the Dead) (série télévisée, 12 épisodes)
- 2012 : Affaires non classées (Silent Witness) (série télévisée, 2 épisodes)

## Distinctions
- 1983 : Ours d'or à la 33e festival du film de Berlin pour Ascendancy